# Войнилович, Антон Станиславович
Анто́н Станисла́вович Войнило́вич (бел. Антон Станіслававіч Вайніловіч; ок. 1801, Гродненская губерния — 1845, Кавказ) — подпоручик Черниговского пехотного полка, из дворян Гродненской губернии. Участвовал в восстании Черниговского полка, организованном декабристами. Происходил из древнего белорусского шляхетского рода Войниловичей.

## Биография
В военную службу вступил подпрапорщиком в Новороссийский драгунский полк (22 октября 1816 года), переведён в Черниговский пехотный полк (30 марта 1819 года), прапорщик (29 апреля 1819 года), подпоручик (4 мая 1823 года), полковой квартирмейстер. Участвовал в восстании Черниговского полка, но в тайные общества не входил. Узнал о восстании на Сенатской площади в Санкт-Петербурге, когда находился в городке Василькове (Киевская губерния) вместе с Сергеем Ивановичем Муравьёвым-Апостолом.
В период восстания Черниговского полка (29 декабря 1825 — 3 января 1826) занимался обеспечением провиантом, а во время марша был во главе авангарда полка; привёл на соединение с восставшими отделениями 1-ю гренадерский роту (отказавшуюся участвовать в восстании). Так как Войнилович не состоял в Южном обществе, он искал случая уклониться от мятежа. Это его настроение было известно Муравьёву-Апостолу, и он отдал приказ: «буде бы он вздумал ехать в другое какое-либо место, а не туда, куда было приказано, лишить его жизни».
Отстав от повстанцев в ночь на 2 января 1826 года, Войнилович вернулся к начальству. В результате был приговорён Военным трибуналом в Могилёве к смертной казни (отсечением головы). Главнокомандующий 1-й армией считал, что его нужно было сослать в крепостные работы навечно. Но по заключению Аудиториатского департамента (12 июля 1826 года) лишился чинов и дворянства, разжалован в рядовые и отправлен в сибирский гарнизон. После переведён в Кабардинский пехотный полк на Кавказе. Участвовал в русско-персидской войне (1826—1828). Погиб во время боёв с горцами, исключён из списков в приказе от 3 сентября 1845 года.